# Lista de emissoras de televisão da Bahia
Esta é uma lista de emissoras de televisão do estado brasileiro da Bahia. São 21 emissoras concessionadas pela ANATEL, além de uma emissora que não possui concessão para operar. As emissoras podem ser classificadas pelo nome, canal analógico, canal digital, cidade de concessão, razão social, afiliação e prefixo.

## Canais abertos
| Nome                 | CA | CD      | Concessão            | Razão social                                         | Afiliação                                                              | Prefixo |
| -------------------- | -- | ------- | -------------------- | ---------------------------------------------------- | ---------------------------------------------------------------------- | ------- |
| Band Bahia           | —  | 7 (46)  | Salvador             | Rádio e Televisão Bandeirantes da Bahia Ltda.        | Rede Bandeirantes .2 Nossa Rede na TV                                  | ZYA 297 |
| CNT Bahia            | —  | 18 (17) | Salvador             | Televisão Diamante Ltda.                             | CNT                                                                    | ZYA 311 |
| Record Bahia         | —  | 5 (21)  | Salvador             | Televisão Itapoan Sociedade Anônima                  | Record                                                                 | ZYA 295 |
| Record Bahia Itabuna | 7  | 17      | Itabuna              | TV Cabrália Ltda.                                    | Record                                                                 | ZYA 300 |
| TV Aratu             | —  | 4 (25)  | Salvador             | TV Aratu S/A                                         | SBT .2/.3 Nossa Rede na TV                                             | ZYA 296 |
| TV Bahia             | —  | 11 (29) | Salvador             | Televisão Bahia S.A.                                 | TV Globo                                                               | ZYA 298 |
| TV Baiana            | —  | 6 (16)  | Salvador             | Fundação Brasil Ecoar                                | TV Cultura .2 TV Cultura Educação .3 Univesp TV                        | ZYP 284 |
| TV Câmara Barreiras  | —  | 40      | Barreiras            | Câmara dos Deputados                                 | .1 TV Câmara .2 TV ALBA .4 TV Senado                                   | ZYP 275 |
| TV Câmara Municipal  | —  | 12 (35) | Salvador             | Câmara dos Deputados                                 | .1 TV Câmara .2 TV ALBA .3 TV Senado                                   | ZYP 289 |
| TV Feira             | —  | 2 (18)  | Feira de Santana     | Empresa Brasil de Comunicação S.A. - EBC             | TV Brasil                                                              | ZYP 312 |
| TV Oeste             | 5  | 29      | Barreiras            | Televisão Oeste Baiano Ltda.                         | TV Globo                                                               | ZYA 306 |
| TV Ouro Negro        | —  | 9 (26)  | Salvador             | Rádio FM e RTV Ouro Negro Ltda.                      | TV Universal                                                           | RTV     |
| TV Porto             | —  | 33      | Porto Seguro         | Fundesul                                             | TV Cultura                                                             | ZYP 326 |
| TV Santa Cruz        | 4  | 30      | Itabuna              | Televisão Santa Cruz Ltda.                           | TV Globo                                                               | ZYA 302 |
| TV São Francisco     | —  | 7 (28)  | Juazeiro             | Televisão Norte Baiano Ltda.                         | TV Globo                                                               | ZYQ 801 |
| TV Subaé             | —  | 10 (27) | Feira de Santana     | TV Subaé Ltda.                                       | TV Globo                                                               | ZYA 301 |
| TV Sudoeste          | —  | 5 (28)  | Vitória da Conquista | Televisão Conquista Ltda.                            | TV Globo                                                               | ZYQ 804 |
| TV Sul Bahia         | 5  | 40      | Teixeira de Freitas  | Televisão Sul Bahia de Teixeira de Freitas Ltda.     | RIT                                                                    | ZYA 305 |
| TV UESB              | —  | 4 (33)  | Vitória da Conquista | Universidade Estadual do Sudoeste da Bahia - UESB    | TVE Bahia .2 Canal da Educação (Futura)                                | ZYA 310 |
| TVC                  | —  | 21      | Potiraguá            | Sem registro                                         | Independente                                                           | —       |
| TVE Bahia            | —  | 10 (24) | Salvador             | Instituto de Radiodifusão Educativa da Bahia - IRDEB | TV Brasil .2 Canal da Educação (Futura) .3 TV Kirimurê .4 Educadora FM | ZYA 299 |

### Extintos
| Nome                 | Canal | Cidade de concessão | Período de existência |
| -------------------- | ----- | ------------------- | --------------------- |
| TV Recon             | 25    | Cruz das Almas      | 1997–2003             |
| TV Valente           | 7     | Valente             | 2003–2007             |
| TV Camaçari          | 13    | Camaçari            | 1995–2008             |
| TV Aratu Camaçari    | 4     | Camaçari            | 2008–2011             |
| TV Salvador          | 28    | Salvador            | 2000–2013             |
| TV Cultura do Sertão | 8     | Conceição do Coité  | 1995–2017             |
| Rede Brasil Bahia    | 14    | Salvador            | 2017-2018             |
| TV Jequié            | 39    | Jequié              | 2016-2018             |

## Canais fechados
- TV Ilhéus
- TVI
- TV J